# Yoro Fútbol Club
El Yoro Fútbol Club es un club de fútbol hondureño, con sede en el municipio de Yoro, Departamento homónimo. Fue fundado en 1970 y juega en la Liga Mayor de Honduras (Tercera División).

## Historia

### Ascenso a la Segunda división
El Yoro Fútbol Club fue fundado el 10 de agosto de 1970 e inició jugando en la Liga Mayor de Fútbol de Honduras. En el año 2009 consigue ascender a la Liga de Ascenso de Honduras como invitado y en el Torneo Apertura de ese año finalizó en el tercer lugar del Grupo A de la Zona Nor-occidental con dieciocho puntos y por detrás del Arsenal de Roatán y Social Sol.

### Subcampeonatos (2010 y 2013)
En el Apertura 2010 clasificó a la Fase Final de la Liga de Ascenso y en el cotejo correspondiente a los cuartos de final enfrentó al Atlético Olanchano, al cual superó con una victoria de local 3-0 y un empate 0-0 de visita. En semifinales el cuadro yoreño enfrentó y superó al Municipal de Santa Cruz de Yojoa con una victoria 3-1 de local y una derrota 2-1 de visitante (Global 4-3). Luego enfrentó en la final al Parrillas One; en el partido de ida se logró un empate 1-1, pero en la vuelta perdieron 2-1 y así el cuadro parrillero se llevó el trofeo a su vitrina. El gol yoreño en aquel partido fue obra de Óscar Urbina.
En el Clausura 2013 nuevamente enfrentó en la final al Parrillas One. En los cuartos de final superó al San Lorenzo, luego en semifinales al Juticalpa Fútbol Club con un empate 1-1 de local y una victoria 4-2 como visitante y finalmente en la final se repetiría lo mismo del Apertura 2010, pues Parrillas One una vez más logró vencer al Yoro FC, pero esta vez con un triste 1-0 como global.

### Descenso a la Liga Mayor
El Yoro Fútbol Club después de quedar 4 lugar en la tabla de descenso, disputaría un partido por la permanencia ante el CD Cuervos de San Luis, Santa Bárbara (subcampeón regional del Nor-Occidente) en el Estadio Rubén Deras de Choloma el 9 de junio de 2024, el cual perdería por un marcador de 3-5 marcando así el descenso por Primera Vez a la Liga Mayor de Honduras.

## Uniforme
- Uniforme titular: Camisa verde con una raya vertical blanca al lado derecho, pantalón blanco y medias verdes.
- Uniforme alternativo: Camisa blanca con una raya vertical verde al lado derecho, pantalón y medias verdes.

### Evolución del uniforme
| 2008-2009 Titular | 2009-2010 Titular | 2010-2011 Titular | 2011-2012 Titular | 2012-2013 Titular | 2013-2014 Titular |

| 2013-2014 Alternativo |

### Indumentaria y patrocinador
| \| Periodo \| Proveedor \| \| ----------- \| --------- \| \| 2009 - 2011 \| Kaiser \| \| 2011 - 2012 \| Puma* \| \| 2012 - 2013 \| Kaiser \| \| 2013 - 2014 \| Nike* \| * Proveedor no oficial |           |
| Periodo | Proveedor |
| 2009 - 2011 | Kaiser    |
| 2011 - 2012 | Puma*     |
| 2012 - 2013 | Kaiser    |
| 2013 - 2014 | Nike*     |

| Periodo     | Patrocinador        |
| ----------- | ------------------- |
| 2009 - 2011 | Hotel Márquez Pepsi |
| 2011 - 2012 | Novedades Cache     |
| 2012 - 2013 | Sin patrocinador    |
| 2013 - 2014 | Inmale              |

## Estadio
El Yoro Fútbol Club juega de local en el Estadio Olímpico Yoreño del Municipio de Yoro, Honduras. El estadio cuenta con capacidad para 2,000 espectadores y es el más importante de esa localidad.

## Datos del club
- Temporadas en Segunda División: 5
- Mayor goleada conseguida:
  - En campeonatos nacionales: Yoro FC 3-0 Social Sol
- Mayor goleada recibida:
  - En campeonatos nacionales: Juticalpa FC 4-0 Yoro FC
- Mejor puesto Segunda División: 2.º

## Palmarés

### Torneos nacionales
- Subcampeón de la Liga de Ascenso de Honduras (2): Apertura 2010 y Clausura 2013            Campeón Champions League 2069